# تايبيه 101
تايبيه 101 (بالإنجليزية: Taipei 101)‏ كما يعرف أيضا باسم مركز تايبيه المالي "Taipei Financial Center" ناطحة سحاب ومعلم بارز تقع في حي شينيي، تايبيه، تايوان.
المبنى صممه c.y وشركائه، وشركة KTRT في مشروع مشترك بينهما، المبنى كان يعتبر بين عامي 2004 و2010 أطول ناطحة سحاب أنجزت وفقا لمجلس المباني الشاهقة والمساكن الحضرية. وتم إعطاء برج تايبيه 101 وصف واحد من عجائب الدنيا السبع الجديدة (وفقا لمجلة نيوزويك، 2006)، وعجائب الدنيا السبع للهندسة (قناة ديسكفري، 2005).
يتضمن البناء 101 طابق فوق الأرض و 5 أسفلها، بأسلوب يجمع بين الأوروبي الحديث والآسيوي التقليدي، وهي مصممة لتحمل الزلازل والأعاصير، وتحتوي على مركز للتسوق والمئات من محلات الأزياء والنوادي والمطاعم، كما تعتبر الألعاب النارية التي يطلقها البرج في رأس السنة بارزة جدا، حيث تنقلها العديد من القنوات التلفزيونية وتم اقتباس البرج في عدة أفلام وأنمي وكتب.
اسم المبنى يعكس الموقع الذي تتواجد فيه في تايبيه وهو الحي التجاري الدولي، إضافة للرقم البريدي 111 وعدد طوابقه. تايبي 101 تملكها المركز المالي لتايبيه وتديرها المؤسسة الدولية للتقسيم الحضري والعقارات التي يوجد مقرها الرئيسي في مدينة شيكاغو. ارتفاع مبنى تايبي 101 تم تجاوزه في 21 يوليو 2007 من طرف برج دبي بالإمارات العربية المتحدة, التي وصل عدد طوابقها إلى 141 طابق، وقد بدأ تايبي 101 في المنافسة من الآن حيث تم بناء الطابق رقم 102، ولذلك يناديه البعض بتايبي 102.
يتميز المبنى بالأفكار الغريبة المتبعة عند تصميمه والمستمدة من أفكار بسيطة استخدمت في حزام الأمان في السيارات وكذلك التوازن المستخدم بالقوارب إضافة إلى الشكل المستوحى من قصب السكر
تعتمد فكرة حزام الأمان في السيارة على ما يسمى بعزم القصور الذاتي وهي ممانعة الجسم لتغيير حالته إلى حالة أخرى وهي مطبقة في حزام الأمان على شكل كرة موضوعة تحت مسنن بحيث تقاوم تغير الحركة وتتسبب في إعاقة حركة المسنن الذي بدروه يؤدي إلى إعاقة حركة الحزام، استخدمت هذه الطريقة في البرج حيث وضعت كرة كبيرة في أعلى برج تعمل على مقاومة حركة البرج الناتجة من الرياح فإذا تحرك البرج لليمين تتحرك الكرة بدورها لليسار وبالتالي تعمل على تخفيف الميلان في قمة البرج بطريقة تمكن الأشخاص من تناول طعامهم دون الإحساس بحركة المبنى،
تكمن الفكرة العبقرية الأخرى هي وجود عوارض أفقية تعمل على توزيع الوزن الناتج من المبنى على عوارض أخرى عمودية موجودة على جوانب المبنى حيث أن مبدأ عملها مشابه لمبدأ توزيع الحمل في القوارب السريعة
إن شكل المبنى مستمد من شكل نبات قصب السكر حيث أن المبنى يقاوم الانحناء بشكل كبير وذلك لوجوده على شكل طبقات وليس كوحدة واحدة.

## وصلات خارجية
مواصفات البناء